# Bierdigiestiach
Bierdigiestiach (ros. Бердигестях) – wieś w Rosji, w Jakucji, w Ułusie gornym. Wieś jest siedzibą tego ułusu.
W 2010 roku we wsi mieszkało 6462 osób.